# Nicolas Kerdiles
Nicolas Kerdiles, né le 11 janvier 1994 à Lewisville (État du Texas, aux États-Unis) et mort le 23 septembre 2023 à Nashville, est un joueur professionnel de hockey sur glace franco-américain qui évolue durant sa carrière au poste d'attaquant.

## Biographie
Kerdiles est né au Texas. Il est le fils de Michel et de Nathalie Kerdiles. Son père est français et sa mère canadienne originaire de Montréal. Il retourne en France durant son enfance avant que sa famille ne déménage en Californie alors qu'il a huit ans. Il s'initie au roller hockey avec un voisin à Irvine.

### Carrière en club
Il débute en junior avec l'équipe nationale de développement des États-Unis dans l'USHL en 2010. Il est choisi au deuxième tour, en trente-sixième position, par les Ducks d'Anaheim lors du repêchage d'entrée dans la LNH 2012. Il rejoint alors l'Université du Wisconsin et porte les couleurs des Badgers du Wisconsin dans le championnat NCAA. Les Badgers remportent la WCHA en 2013. En avril 2014, il passe professionnel avec les Admirals de Norfolk, club ferme des Ducks dans la Ligue américaine de hockey.
Le 30 juin 2018, il est échangé aux Jets de Winnipeg en retour de Chase De Leo.

### Carrière internationale
Il représente les États-Unis en sélections jeunes.

### Décès
Nicolas Kerlides meurt le 23 septembre 2023 lors d'un accident de moto.

## Statistiques

### En club
| Saison    | Équipe                     | Ligue     |    | Saison régulière | Saison régulière | Saison régulière | Saison régulière | Saison régulière |   | Séries éliminatoires | Séries éliminatoires | Séries éliminatoires | Séries éliminatoires | Séries éliminatoires |
| Saison    | Équipe                     | Ligue     | PJ | B                | A                | Pts              | Pun              | PJ               | B | A                    | Pts                  | Pun                  |                      |                      |
| 2009-2010 | Los Angeles Selects HC U16 | T1EHL U16 | 37 | 25               | 29               | 54               | 48               | -                | - | -                    | -                    | -                    |                      |                      |
| 2010-2011 | USNTDP Juniors             | USHL      | 32 | 18               | 8                | 20               | 52               | -                | - | -                    | -                    | -                    |                      |                      |
| 2010-2011 | U.S. National U17          | USDP      | 40 | 17               | 10               | 27               | 60               | -                | - | -                    | -                    | -                    |                      |                      |
| 2010-2011 | U.S. National U18          | USDP      | 20 | 3                | 7                | 10               | 6                | -                | - | -                    | -                    | -                    |                      |                      |
| 2011-2012 | USNTDP Juniors             | USHL      | 18 | 4                | 9                | 13               | 18               | -                | - | -                    | -                    | -                    |                      |                      |
| 2011-2012 | U.S. National U18          | USDP      | 54 | 22               | 26               | 48               | 38               | -                | - | -                    | -                    | -                    |                      |                      |
| 2012-2013 | U.S. National U18          | USDP      | 2  | 0                | 0                | 0                | 2                | -                | - | -                    | -                    | -                    |                      |                      |
| 2012-2013 | Badgers du Wisconsin       | NCAA      | 32 | 11               | 22               | 33               | 37               | -                | - | -                    | -                    | -                    |                      |                      |
| 2013-2014 | Badgers du Wisconsin       | NCAA      | 28 | 15               | 23               | 38               | 33               | -                | - | -                    | -                    | -                    |                      |                      |
| 2013-2014 | Admirals de Norfolk        | LAH       | 6  | 1                | 3                | 4                | 2                | 10               | 3 | 1                    | 4                    | 2                    |                      |                      |
| 2014-2015 | Admirals de Norfolk        | LAH       | 51 | 9                | 17               | 26               | 43               | -                | - | -                    | -                    | -                    |                      |                      |
| 2015-2016 | Gulls de San Diego         | LAH       | 45 | 15               | 12               | 27               | 70               | -                | - | -                    | -                    | -                    |                      |                      |
| 2016-2017 | Gulls de San Diego         | LAH       | 27 | 7                | 8                | 15               | 25               | 8                | 4 | 4                    | 8                    | 6                    |                      |                      |
| 2016-2017 | Ducks d'Anaheim            | LNH       | 1  | 0                | 0                | 0                | 0                | 4                | 0 | 1                    | 1                    | 2                    |                      |                      |
| 2017-2018 | Gulls de San Diego         | LAH       | 49 | 15               | 19               | 34               | 34               | -                | - | -                    | -                    | -                    |                      |                      |
| 2017-2018 | Ducks d'Anaheim            | LNH       | 2  | 0                | 0                | 0                | 0                | -                | - | -                    | -                    | -                    |                      |                      |
| 2018-2019 | Moose du Manitoba          | LAH       | 3  | 0                | 1                | 1                | 4                | -                | - | -                    | -                    | -                    |                      |                      |

### En équipe nationale
| Année | Équipe         | Compétition                  |   | PJ | B | A | Pts | Pun | +/-           |  | Résultat |
| 2011  | États-Unis U18 | Championnat du monde -18 ans | 6 | 0  | 2 | 2 | 2   | +1  | Médaille d'or |  |          |
| 2012  | États-Unis U18 | Championnat du monde -18 ans | 6 | 4  | 5 | 9 | 2   | +8  | Médaille d'or |  |          |
| 2014  | États-Unis U20 | Championnat du monde junior  | 5 | 2  | 5 | 7 | 4   | +2  | 5e place      |  |          |

## Trophées et honneurs personnels

### WCHA
- 2012-2013 : nommé meilleur joueur du tournoi final.